# Malta (banda)
Malta fue un dúo de música sueco, formado por Claes af Geijerstam y Göran Fristorp.
En 1973, ganaron el Melodifestivalen con la canción en sueco Sommaren som aldrig säger nej (El verano nunca dice no), con lo que ganaron el derecho a representar a Suecia en el Festival de la Canción de Eurovisión 1973. Para participar en el Festival decidieron hacer una versión en inglés de la canción traduciéndola como You're Summer (Tú eres verano). En dicha edición estaba prevista la participación de Malta por lo que el grupo debió cambiar su nombre para evitar posibles confusiones. Aunque finalmente Malta se retiró del concurso, actuaron bajo el nombre The Nova. El Festival se celebró en Luxemburgo, donde consiguieron la quinta posición.